# De México llegó el amor
De México llegó el amor es una película de Argentina en blanco y negro dirigida por Richard Harlan según guion de Ariel Cortazzo y Conrado de Koller que se estrenó el 16 de julio de 1940 y que tuvo como protagonistas a Amanda Ledesma, Zully Moreno, Pepita Muñoz y José Olarra.

## Sinopsis
Un joven mexicano salva de hipoteca del campo de un estanciero argentino, asociándose y enamorándose de la hija.

## Reparto
- Amanda Ledesma
- Tito Guízar
- Carlos Bertoldi
- Dick
- Max Citelli
- Adrián Cúneo
- Tito Gómez
- Zully Moreno
- Pepita Muñoz
- José Olarra
- José Olivero
- Margarita Padín
- Fernando Ponchel
- Mirtha Reid
- Adelaida Soler
- Armando de Vicente
- Pepe Biondi

## Comentarios
Calki escribió en El Mundo: "El film se ve con agrado... amplitud de recursos; la faz técnica irreprochable. Resulta muy superior a lo que ha hecho Tito Guizar en Hollywood. Lo cual constituye un ponderable triunfo." Por su parte Manrupe y Portela señalan que se trata de una inocente comedia sentimental con números musicales donde trabaja Tito Guizar, la estrella del Hollywood hispano, un tenor mexicano de gran éxito, y dirige Richard Harlan, un realizador hollywoodense especializado en filmes en español.